# 中環（大會堂）巴士總站
中環（大會堂）巴士總站（英語：Central (City Hall) Bus Terminus），前稱中環（天星碼頭）巴士總站，是位於香港中西區中環愛丁堡廣場的巴士總站。

## 車站位置
位於愛丁堡廣場香港大會堂紀念花園側，天星碼頭多層停車場旁，後面為愛丁堡廣場渡輪碼頭（即前天星碼頭）。

## 總站路線資料（巴士）

### 過海隧道巴士H2S線
- 中環（大會堂） ↺ 旺角（伊利沙伯中學）

本線只於每年12月31日晚上開辦，本路線為觀光旅遊巴士路線，提供由中環（大會堂）為起點，穿梭金鐘，灣仔，尖沙咀，銅鑼灣，於2017年12月31日起投入服務，為新巴「人力車觀光巴士」路線，路線本線的主題定為「倒數之旅」路線。

## 途經路線資料

### 城巴13線
- 金鐘（添馬街） ↔ 旭龢道

## 總站路線資料（專線小巴）
以下路線已於2010年11月28日起全數遷離本總站：
- 1A線遷往香港站[1]；
- 8號線、9號線、22線遷往中環（交易廣場）巴士總站[2]。

## 外部連結
- 中環（大會堂）巴士總站（页面存档备份，存于），城巴／新巴